# Un'estate sul balcone
Un'estate sul balcone (Sommer vorm Balkon) è un film del 2005 diretto da Andreas Dresen. Girato nel 2004, fu presentato nei festival cinematografici nel settembre 2005, ed esordì nei cinema il 5 gennaio 2006.

## Trama
Katrin e Nike sono due amiche trentenni, che condividono lo stesso appartamento in una vecchia casa d'affitto nel quartiere berlinese di Prenzlauer Berg. Katrin, che viene da Friburgo in Brisgovia, è disoccupata e madre di un bambino, Max. Nike ha studiato da sarta, ma lavora come badante per gli anziani.
Un giorno, le due ragazze conoscono il camionista Ronald, che stava investendo Katrin. Ronald, dopo una notte d'amore con Nike, si trasferisce a vivere da loro, e Katrin si sente improvvisamente emarginata; essendo già psicologicamente fragile perché disoccupata, inizia a bere, fino a quando viene ricoverata in un reparto psichiatrico, mentre Nike si prende cura di Max.
Ma anche la situazione di Nike non è facile: scopre che Ronald è sposato e ha tre figli da tre donne diverse, così lo caccia di casa. Katrin si rimette e le due donne si riavvicinano, tornando com e un tempo a passare le sere estive sul balcone. Nel finale, in autunno, si vede l'edificio ormai vuoto e in ristrutturazione.

## Sfondo
Il film fu girato nei dintorni di Helmholtzplatz, nel quartiere berlinese di Prenzlauer Berg. In una scena si vede un ponte pedonale sopra la Ringbahn, che 25 anni prima appariva nel film Solo Sunny diretto dallo sceneggiatore Wolfgang Kohlhaase.
La colonna sonora contiene molti pezzi Schlager, come Guten Morgen, Sonnenschein di Nana Mouskouri.
Con 967.767 spettatori, Un'estate sul balcone di posizionò al nono posto dei film in lingua tedesca più visti del 2006.

## Riconoscimenti
- Bayerischer Filmpreis 2005: premio alla regia ad Andreas Dresen
- Premio del Jurado al mejor guión al Festival Internazionale del Cinema di San Sebastián 2005 a Wolfgang Kohlhaase
- Silver Hugo Award – miglior attrice per Inka Friedrich e Nadja Uhl al 41° Chicago International Film Festival
- Ernst-Lubitsch-Preis 2006